# Kanton Ausserschwyz

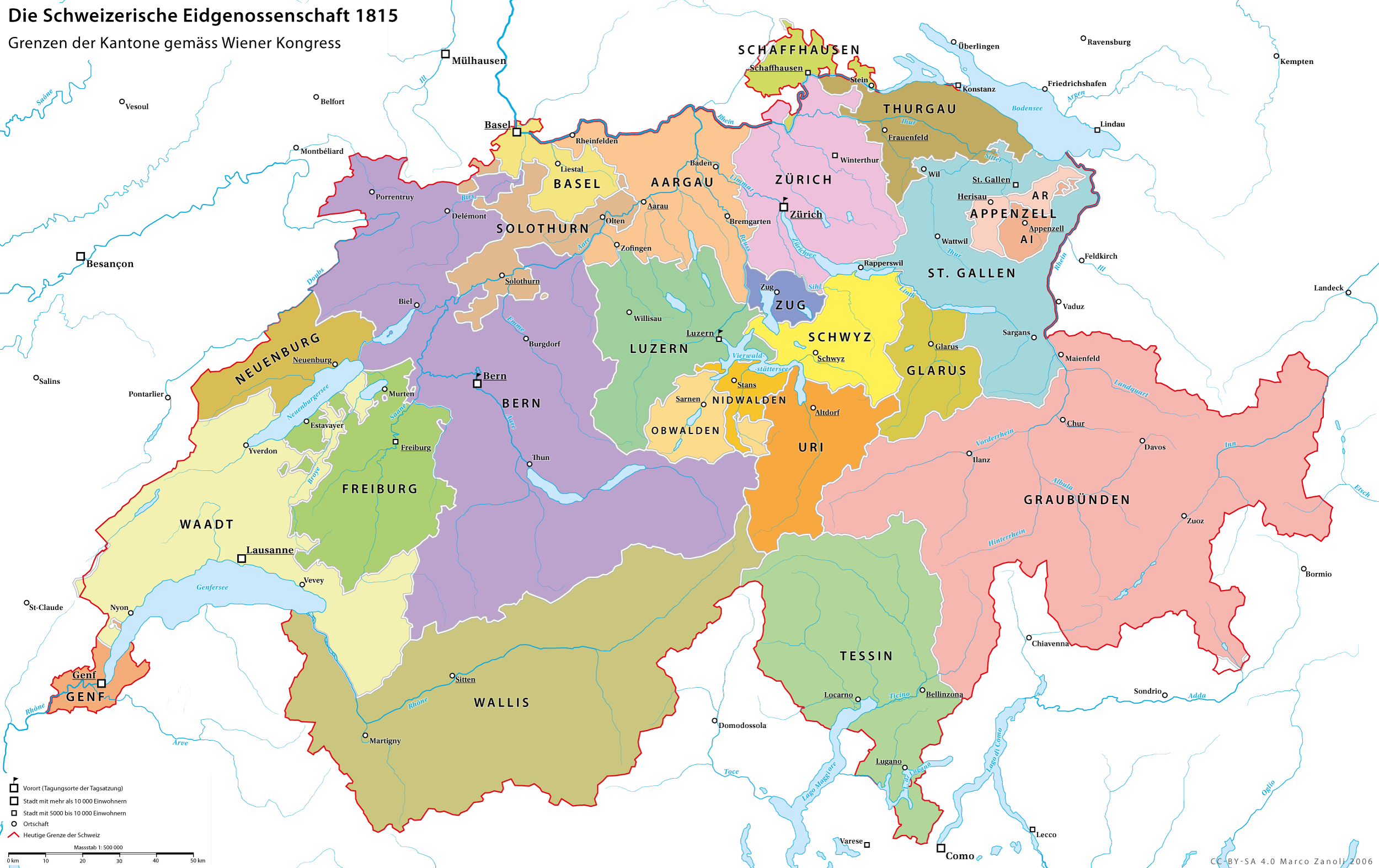
Lage des ehemaligen Halbkantons

Der Kanton Ausserschwyz, offiziell Kanton Schwyz äusseres Land, war von 1831 bis 1833 ein Halbkanton der Schweiz.
Im Jahr 1831 wollten die drei Ausserschwyzer Bezirke Vorderer Hof (die heutige Ortschaft Pfäffikon), March und Einsiedeln sowie der Bezirk Küssnacht sich im Rahmen der Regenerationsbewegung vom Kanton Schwyz abspalten, um einen eigenen Kanton zu bilden. Hauptgrund war die politische Schlechterstellung gegenüber dem «altgefryten» Teil des Kantons und die Weigerung der konservativen Schwyzer, eine Verfassungsrevision im Sinn der liberalen Bewegung in Angriff zu nehmen.
Der verbliebene Halbkanton wurde Innerschwyz genannt. Dazu gehörte neben dem alten Landesteil auch der Hintere Hof, welcher der heutigen Gemeinde Wollerau entspricht, sowie die erst seit 1803 zu Schwyz gehörende Gemeinde Gersau.
Die provisorische Verwaltung des Kantons Ausserschwyz wurde bereits am 6. Januar 1831 an der liberalen Volksversammlung in Lachen bestellt. Die Konstituierung des Halbkantons erfolgte jedoch erst nach weiteren Vermittlungsversuchen am 27. April 1832. Die Tagsatzung anerkannte den Kanton Ausserschwyz provisorisch am 29. April 1833 und liess Landammann Joachim Schmid als offiziellen Gesandten zur eidgenössischen Tagsatzung zu. Der Hauptort des Kantons Ausserschwyz war abwechselnd Lachen und Einsiedeln.
Als Schwyz darauf am 31. Juli 1833 gewaltsam unter Oberst Theodor Ab-Yberg gegen Küssnacht vorging und den Bezirk besetzte, intervenierte die Tagsatzung militärisch und erzwang eine Einigung der Parteien. Der sogenannte Küssnachterhandel wurde am 23. Oktober 1833 durch die Einführung einer neuen Verfassung beendet, durch die volle politische Rechtsgleichheit im ganzen Kantonsgebiet gewährt wurde. Die Kosten der eidgenössischen Intervention von 400'000 Fr. sollten zuerst vollumfänglich Innerschwyz aufgebürdet werden, wurden jedoch schliesslich auf 100'000 Fr. reduziert.
Erst 1848 vereinigte sich der Hintere Hof mit dem Vorderen Hof zum Bezirk Höfe.

## Parallelen zu Basel
In derselben Zeit hatte sich der Kanton Basel-Landschaft von der Stadt Basel – dem späteren Kanton Basel-Stadt – loslösen können. Im Baselbiet konnte die Unabhängigkeit beibehalten werden, in Ausserschwyz nicht.